# Hanover Gallery
La Hanover Gallery est une galerie d'art londonienne ouverte en juin 1947 par l'Allemande Erica Brausen, qui la dirige jusqu'à sa fermeture le 1er avril 1973. Située au numéro 32a de George Street, dans le quartier de Mayfair, elle doit son nom à sa proximité de Hanover Square.
Inaugurée par une exposition consacrée à Graham Sutherland, la galerie fonctionne notamment grâce à l'aide de Toto Koopman, la compagne d'Erica Brausen, et, dans un premier temps, au soutien financier de l'Américain Arthur Jeffress (en). Elle est surtout connue pour son rôle dans la découverte de Francis Bacon, qu'elle expose pour la première fois en 1949.